# 莫斯托韋 (莫斯托韋市鎮)
47°25′2″N 30°59′18″E / 47.41722°N 30.98833°E
莫斯托韋（烏克蘭語：Мостове），是位於烏克蘭南部的村莊，由尼古拉耶夫州沃茲涅先斯克區的莫斯托韋市鎮負責管轄，始建於1792年，面積3.49平方公里，海拔高度55米，2001年人口2,008，人口密度每平方公里575.4人。